# Lumene
Lumene es una empresa finlandesa especializada en productos de cosmética y belleza. Su sede se ubica en Espoo, Finlandia. Creada en 1948, es la empresa más grande de su sector en Finlandia. La actividad de la empresa se concentra en cosmética natural con ingredientes recogidos a mano y agua captada de una fuente en Laponia. El nombre Lumene es derivado del lago Lummenne situado en Tavastia.